# Iurie Cojocaru
```
Iurie Cojocaru
 (n. 
17 martie
 
1971
[
1
]
, 
Sadaclia
, 
Republica Moldova
) 
este
 un 
artist plastic
 
român
.
```

## Biografie
Începutul său artistic s-a conturat inițial prin muzică, însă atracția pentru pictură a devenit forța care i-a definit parcursul profesional. A absolvit Școala de Arte din Cimișlia în anul 1989, continuând studiile la Facultatea de Artă „Ion Creangă” din Chișinău, iar din 1992 la Universitatea de Artă și Design „Ion Andreescu” din Cluj-Napoca, unde a obținut diploma de licență în 1995 și un master în pictură în 1996. Tot în 1995, a primit Diploma C.E.P. (Civic Education, afiliat la Universitatea Yale, U.S.A., Project). 

## Activitate expozițională

Iurie Cojocaru, artist plastic "Pictez ceea ce sunt, ce simt, ce cred."

Activitatea expozițională a lui Iurie Cojocaru debutează în 1994, în Germania, fiind urmată de participări constante la expoziții personale și de grup atât în România, cât și în străinătate. Dintre cele mai semnificative expoziții personale se remarcă expozitia de la Galeria "Paul Sima"(2015),  „Dialog vertical” la Muzeul de Artă Cluj (2020), „Breaking the Ice” la galeria Numma, Cluj (2024) și „Unghiul drept” la Galeria de Artă din Bistrița (2025). 
În paralel, a fost prezent în numeroase expoziții de grup, din 1995 până în prezent, consolidându-și prezența în peisajul artistic național și internațional.

## Publicații de referință

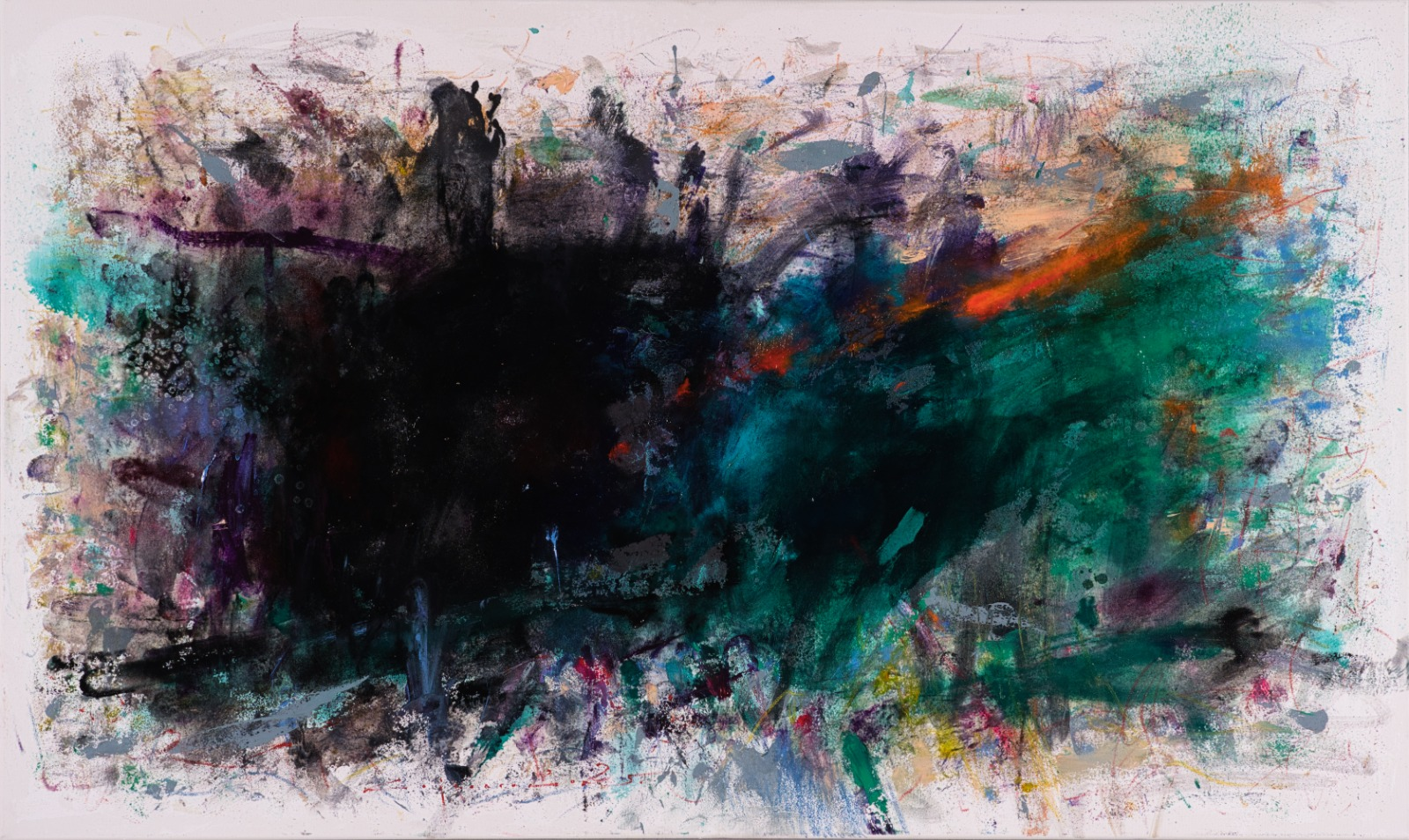
Falia dintre lumi - 90cmx150cm; Tehnica: culori de ulei, pigment

Recunoașterea activității sale artistice s-a reflectat în includerea sa în publicații de referință, care au documentat și analizat contribuția sa la arta contemporană. A fost menționat în Lexiconul Artiștilor Contemporani Români (1998) și Lexiconul Artiștilor Clujeni (1999), fiind ulterior inclus în Deutscher Wirtschafts Club Siebenburgen Catalogue – Contemporary Art Gallery, Brukenthal Museum (2003), Contemporary Romanian Artist Encyclopedia, vol. 5 (2004) și Catalogul Național Art Hall, București (2006). Activitatea sa a fost evidențiată și în publicații periodice, precum Revista Steaua a Uniunii Scriitorilor Români (2007, 2010), iar în 2025 numele său apare în volumul Contemporary Romanian Artists – Journalistic Insights, semnat de Elena Abrudan.

## Critici de artă
Criticul de artă Pavel Șușară, în catalogul de artă Dialog vertical (2020), descrie pictura lui Iurie Cojocaru drept o căutare profundă care transformă privitorul într-un participant activ al experienței vizuale.
Dan Breaz, critic și istoric de artă, curator la Muzeul de Artă din Cluj-Napoca, notează în același catalog de artă Dialog vertical (2020) dimensiunea filozofică și mitologică a artei sale. Dincolo de spațiul galeriilor, arta sa s-a manifestat și printr-un profund angajament social. Între 2010 și 2020, a desfășurat cinci proiecte de artă în cadrul Penitenciarului Gherla, oferind deținuților un mijloc de expresie și reconectare cu lumea interioară, subliniind astfel puterea transformatoare a artei.
În centrul creației sale se află ideea picturii ca un spațiu al introspecției, o punte între concret și imaterial.  Lucrările sale fac parte din colecții particulare din Austria, Italia, Germania, SUA, Anglia, Grecia, Elveția și România.